# Murgenthal

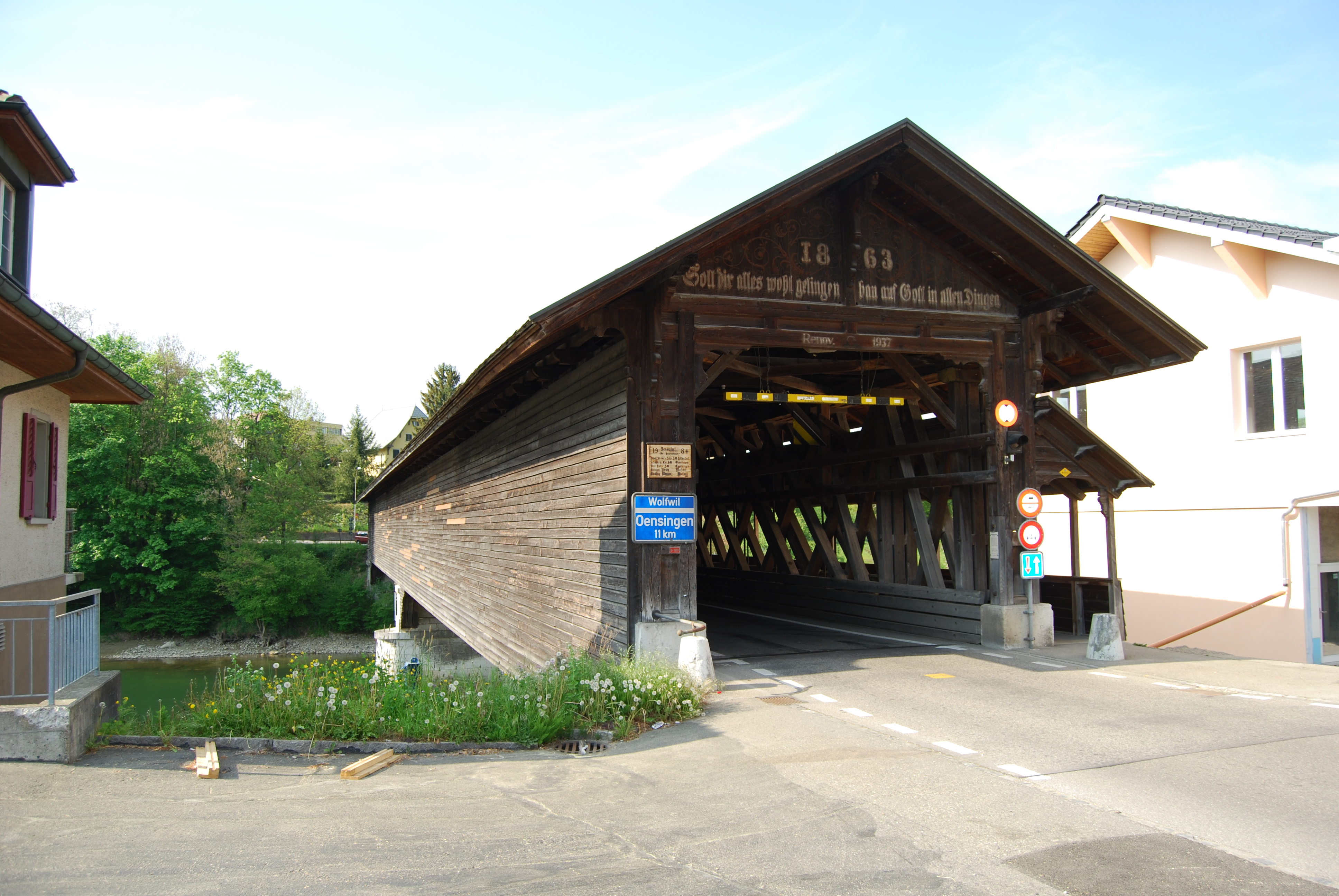
Bron över Aare mellan Murgenthal och Fulenbach.

Murgenthal (schweizertyska: Murgede) är en ort och kommun i distriktet Zofingen i kantonen Aargau, Schweiz. Kommunen har 3 101 invånare (2023). I kommunen finns ortsdelarna Murgenthal, Riken, Glashütten, Balzenwil och Walliswil.